# 阿尔特梅基舍维舍
阿尔特梅基舍维舍（德語：Altmärkische Wische，發音：[ˈaltˌmɛʁkɪʃə ˈvɪʃə]，意为“阿尔特马克的维舍”）是德国萨克森-安哈尔特州施滕达尔县的市镇，面积67.09平方千米，2023年12月31日人口为837人。该市镇于2010年1月1日由市镇法尔肯贝格、利希特费尔德、诺伊基兴和文德马克合并而成。